# Шерідан (Вісконсин)
Шерідан (англ. Sheridan) — місто (англ. town) в США, в окрузі Данн штату Вісконсин. Населення — 460 осіб (2020).

## Демографія
Згідно з переписом 2010 року, у місті мешкали 454 особи в 175 домогосподарствах у складі 133 родин. Було 210 помешкань
Расовий склад населення:
| - 99,3 % — білих - 0,4 % — корінних американців - 0,2 % — азіатів |

До двох чи більше рас належало 0,0 %. Частка іспаномовних становила 0,2 % від усіх жителів.
За віковим діапазоном населення розподілялося таким чином: 22,2 % — особи молодші 18 років, 63,5 % — особи у віці 18—64 років, 14,3 % — особи у віці 65 років та старші. Медіана віку мешканця становила 45,8 року. На 100 осіб жіночої статі у місті припадало 94,8 чоловіків;  на 100 жінок у віці від 18 років та старших — 106,4 чоловіків також старших 18 років.
Середній дохід на одне домашнє господарство  становив 89 756 доларів США (медіана — 61 250), а середній дохід на одну сім'ю — 101 335 доларів (медіана — 81 250). Медіана доходів становила 49 583 долари для чоловіків та 32 917 доларів для жінок. За межею бідності перебувало 9,5 % осіб, у тому числі 13,9 % дітей у віці до 18 років та 5,6 % осіб у віці 65 років та старших.
Цивільне працевлаштоване населення становило 248 осіб. Основні галузі зайнятості: виробництво — 28,6 %, освіта, охорона здоров'я та соціальна допомога — 21,0 %, сільське господарство, лісництво, риболовля — 12,5 %, науковці, спеціалісти, менеджери — 9,3 %.